# 69 (роман)
69 — роман японського письменника Рю Муракамі, написаний 1987 року.

## Загальна Інформація
Історія покоління, яке читало Кізі, слухало Джиммі Хендрікса, курило марихуану і вірило, що світ можна покращити. Роман був вперше опублікований в 1987 році. Дія роману відбувається в 1969 році і розповідає про школярів старших класів у невідомому японському місті, які намагаються наслідувати конткультурними рухам, що відбувається в Токіо і в інших країнах. Оповідання ведеться від імені тридцятидворічного Кенсуке Язакі про його життя в 1969 році, коли він був амбітним і честолюбним сімнадцятирічним юнаком. Він жив у Сасебо, на острові Кюсю, де він разом зі своїми друзями потрапляв у різні пригоди. Їх пріоритетами були дівчата, кіно, музика, література, поп-культура, організація шкільного фестивалю «Ранкова ерекція».

## Цікаві факти
- Роман «69» написаний у так званому стилі роман з ключем, тобто, цей роман описує реальне життя, за яким читач спостерігає через призму художнього твору.
- Перше англійське видання «69» вийшло в 1993 році.
- У 2004 році за романом «69» зняли фільм з однойменною назвою, сценарій до якого написав сам Рю Муракамі.
- 69 — це рік, в якому відбуваються основні події роману